# Diante do Trono (álbum de Nívea Soares)
Diante do Trono é uma coletânea musical lançada pela Som Livre com músicas cantadas por Nívea Soares quando esteve no Diante do Trono, entre algumas de sua carreira solo, além de duas regravações.

## Músicas
1. De Todo Coração (DT5)
2. Tu És a Minha Coroa (DT7)
3. Rio (Rio)
4. Preciso de Ti (DT4)
5. Leva-me (DT 4) (Part. Ana Paula Valadão)
6. Seja o Centro (DT 6) (Part. Ana Paula Valadão)
7. Reina Sobre Mim (Reina Sobre Mim)
8. Enche-me De Ti (Enche-me De Ti)
9. Nenhum Deus como Tu (Rio)
10. Esperança (DT 7)